# Richard Baldus
Richard Baldus (Salonica, 11 de maio de 1885 – Munique, 28 de janeiro de 1945) foi um matemático alemão. Trabalhou com geometria.

## Vida
Filho de um chefe de estação da Chemins de Fer Ottomans d'Anatolie. Após o Abitur em 1904 no Wilhelmsgymnasium München estudou em Munique e na Universidade de Erlangen, onde obteve em 1910 um doutorado, orientado por Max Noether, com a tese Über Strahlensysteme, welche unendlich viele Regelflächen 2. Grades enthalten, onde obteve também em 1911 a habilitação. Foi a partir de 1919 professor de geometria da Technische Hochschule Karlsruhe (reitor em 1923/1924) e a partir de 1932 professor de geometria (sucessor de Sebastian Finsterwalder) da Universidade Técnica de Munique, onde sucedeu em 1934 Walther von Dyck na cátedra de matemática.
Em 1933 foi presidente da Associação dos Matemáticos da Alemanha. Em 1929 foi eleito membro da Academia de Ciências de Heidelberg e em 1935 da Academia da Ciências da Baviera.

## Obras
- Nichteuklidische Geometrie - hyperbolische Geometrie der Ebene, Sammlung Göschen, de Gruyter 1927
- Formalismus und Intuitionismus in der Mathematik, Karlsruhe, G. Braun 1924